# Де Цольт, Антонио
Антонио Де Цольт (Конельяно, 8 августа 1847 — Милан, 1926) — итальянский математик и педагог.
Известен работами по теории площадей и объёмов;
в частности он уточнил формулировку «целое больше части» применяемую в теории площадей.

## Биография
Окончил Университет Турина в 1872.
Преподавал в течение сорока четырех лет в Школe Джузеппе Парини в Милане.
Был членом итальянского общества Mathesis.